# Black Rock (filme)
Black Rock (bra: Terror na Ilha) é um filme independente de terror e suspense norte-americano dirigido por Katie Aselton. Lançado em 2012, baseado no roteiro de seu marido Mark Duplass. O filme estreou em 21 de janeiro de 2012, no Festival Sundance de Cinema de 2012 e foi lançado nos cinemas dos Estados Unidos em 17 de maio de 2013. Foi protagonizado por Katie Aselton, Lake Bell e Kate Bosworth como três amigas que se reúnem depois de anos separadas em uma ilha remota, apenas para que elas tenham que lutar por suas vidas.

## Enredo
Sarah (Kate Bosworth) convida suas amigas de infância, Abby (Katie Aselton) e Lou (Lake Bell), para uma ilha remota em que elas passaram algum tempo na juventude, na esperança de reunir novamente o grupo distante. Embora Abby e Lou estejam relutantes, elas vão com Sarah para a ilha. Enquanto estão lá, elas usam um mapa desenhado à mão para tentar encontrar uma cápsula do tempo que elas enterraram quando crianças. Elas desistem depois que Abby briga com Lou por Lou ter dormido com seu namorado anos atrás, algo que Abby nunca havia superado e que arruinou a amizade delas.
Na primeira noite em que acamparam na praia, elas se deparam com Henry (Will Bouvier), Derek (Jay Paulson) e Alex (Anslem Richardson), três soldados veteranos que estão caçando na ilha. Lou reconhece Henry como o irmão mais novo de um ex-colega de classe e Abby convida os três a acampar com elas. Enquanto bêbado, Abby flerta com Henry e, eventualmente, o leva para a floresta para se beijarem. Quando ela tenta parar, Henry se torna agressivo e tenta estuprá-la. Abby bate na cabeça dele com uma pedra grande.
Ouvindo os gritos de Abby, o resto do grupo vem correndo e encontra Henry morto. Abby tenta explicar o que aconteceu, mas os homens não acreditam nela e ficam furiosos por ela ter assassinado o melhor amigo deles. Derek e Alex deixam as três mulheres inconscientes. Quando acordam, são amarradas pelos pulsos na praia. Derek, o mais agressivo dos dois homens, é inflexível em matá-los, mas Alex tenta impedi-lo. Abby incita Derek a deixá-la livre para que eles possam lutar corpo a corpo. Quando ele o faz, Lou o ataca enquanto Sarah joga areia no rosto de Alex para impedi-lo de atacar. As três mulheres escapam e se escondem separadamente, e os dois homens juram matá-las.
Depois de se esconderem separadamente, elas se encontram em um forte de infância e decidem esperar até o anoitecer antes de tentar chegar ao barco. Ao fazer isso, elas descobrem que os dois homens cortaram a corda que amarrava o barco na costa, enviando-o flutuando para o mar. Abby e Lou acreditam que podem nadar, mas Sarah acredita que é muito longe e que elas morreriam de hipotermia antes de alcançá-lo. Enquanto elas rastejam em direção à costa, Sarah protesta em voz alta o plano e corre de volta para a linha das árvores, onde ela leva um tiro na cabeça pelos homens. Lou e Abby tentam nadar para o barco, mas não conseguem, voltando para outra parte da costa. Alex desce uma colina enquanto os persegue e quebra a perna. Lou e Abby retornam ao forte, tiram a roupa e se aconchegam juntas para se aquecer. Lou e Abby enterraram suas roupas para fingir sua morte.
De manhã, Lou e Abby completamente nuas encontram a cápsula do tempo e recuperam um canivete suíço por dentro. Elas afiam paus em armas. Enquanto falam, falam sobre o passado e se reconciliam. Elas vasculham a ilha e encontram os caçadores acampados na praia, com um Alex ferido dormindo nas proximidades. Abby rasteja até Alex, preparada para cortar sua garganta. No entanto, ela acidentalmente o acorda e ele clama por Derek. Lou corre para Derek, distraindo-o e Abby luta com Alex, eventualmente atirando nele com sua própria espingarda. Derek persegue Lou e Abby finalmente as encurralando em campo aberto. Ele dispara a arma, mas percebe que ficou sem balas. Ele sacou a faca de caça e as duas mulheres o atacaram de direções opostas. Eles brigam, com um Lou ferido cortando a garganta de Derek com sua faca.[carece de fontes?]

## Elenco
- Katie Aselton como Abby
- Lake Bell como Lou
- Kate Bosworth como Sarah
- Will Bouvier como Henry
- Jay Paulson como Derek
- Anslem Richardson como Alex
- Carl K. Aselton III como Fisherman

## Produção

### Desenvolvimento
Katie Aselton começou a desenvolver o filme em 2011, expressando seu interesse em dirigir um thriller que o público consideraria realista. Mark Duplass foi confirmado como roteirista e o casal procurou arrecadar fundos para o filme através do crowdsourcing no Kickstarter. Kate Bosworth e Lake Bell assinaram contrato para interpretarem Sarah e Lou, com a Submarine Entertainment cuidando das vendas.

## Recepção
A recepção crítica para o filme foi mista. No site agregador de críticas Rotten Tomatoes, ele tem uma taxa de aprovação de 52%, com base em críticas de 58 críticos, com uma pontuação média de 5,28/10. No Metacritic, ele tem uma pontuação média ponderada de 46%, com base em críticas de 19 críticos, indicando "críticas mistas ou médias".
Um crítico de Bloody Disgusting deu ao filme três das cinco estrelas, questionando a inteligência das personagens femininas sobre o que ele considerava "escolhas estúpidas" e "falta de lógica das personagens". Justin Lowe, do The Hollywood Reporter, fez uma crítica mista, comentando que, embora o filme tenha sido "satisfatório", as personagens femininas do filme "talvez se aproximem demais dos estereótipos de gênero".
Alyssa Rosenberg, da Think Progress, elogiou o filme, dizendo: "Há algo realmente poderoso na promessa de um pedaço da cultura popular que insiste em que uma mulher tem o direito de dizer não em qualquer momento de um encontro sexual, não importa o quão paquera ela tenha sido ou quão disposta ela parecia estar até aquele momento e que ela tem o direito de dizer não sem ser julgada ou atacada".